# Bacanda
Bacanda est une ville située dans le Sud de la Côte d'Ivoire, et appartenant au département de Grand-Lahou, dans la Région des Lagunes. La localité de Bacanda est un chef-lieu de commune et de sous-préfecture . Sa population s'élève à 18 000 âmes.